# Johann Franz Xaver Sterkel
Johann Franz Xaver Sterkel (ur. 3 grudnia 1750 w Würzburgu, zm. 12 października 1817 tamże) – niemiecki kompozytor, pianista i organista, ksiądz katolicki.

## Życiorys
Uczył się gry na organach u Albrechta Adama Kettego i Georga Weismandela w Würzburgu. W 1764 roku rozpoczął studia teologiczne na uniwersytecie w Würzburgu, w 1774 roku otrzymał święcenia kapłańskie. W 1768 roku otrzymał posadę organisty w kaplicy kolegiackiej Neumünster w Würzburgu, a w 1778 roku kapelana dworskiego i organisty na dworze elektora Friedricha Karla Josepha von Erthala w Moguncji. W latach 1779–1782 odbył podróż do Włoch, gdzie w Neapolu wystawił swoją operę Il Farnace. W 1791 roku spotkał w Aschaffenburgu Ludwiga van Beethovena, na którym wywarł duże wrażenie i z którym razem koncertował. Od 1793 roku był kapelmistrzem orkiestry dworskiej w Moguncji, aż do jej rozwiązania w 1797 roku. Następnie wrócił do Würzburga, a około 1802 roku wyjechał do Ratyzbony, gdzie działał na dworze księcia arcybiskupa Karla Theodora von Dalberga, zakładając szkołę chóralną. Od 1810 do 1814 roku był kapelmistrzem na dworze książęcym w Aschaffenburgu. Wystawił wówczas m.in. Czarodziejski flet i Uprowadzenie z seraju W.A. Mozarta. W 1815 roku, po krótkim pobycie w Monachium, ponownie wrócił do Würzburga.

## Twórczość
Jego styl zbliżony jest do twórczości szkoły mannheimskiej i Josepha Haydna. Swoją twórczością przyczynił się do spopularyzowania w Niemczech muzyki kameralnej z udziałem fortepianu. Jego styl klasyfikowano jako miękki, jego liryczne sonaty o luźnej strukturze przypominają te tworzone później przez Schuberta.
Oprócz wystawionej w 1782 roku w Neapolu opery Il Farnace skomponował 26 symfonii, 4 uwertury koncertowe, 6 koncertów fortepianowych, kwintet fortepianowy, 46 triów na fortepian lub klawesyn, 28 sonat na fortepian lub klawesyn, Grand Quintette na 2 skrzypiec, 2 altówki i wiolonczelę, 31 sonat skrzypcowych, 6 duetów na skrzypce i altówkę, 13 sonat fortepianowych, 125 pieśni, 4 msze, 2 Te Deum.